# Zambia na Letnich Igrzyskach Olimpijskich 2020
Zambię na Letnich Igrzyskach Olimpijskich 2020 reprezentowało 27 zawodników: sześciu mężczyzn i dwadzieścia jeden kobiet. Był to 14. start reprezentacji Zambii na letnich igrzyskach olimpijskich.

## Skład kadry

### Boks
| Zawodnik          | Konkurencja              | 1/16                          | 1/8                    | Ćwierćfinał      | Półfinał         | Finał            | Finał   | Źródło |
| Zawodnik          | Konkurencja              | Przeciwnik Wynik              | Przeciwnik Wynik       | Przeciwnik Wynik | Przeciwnik Wynik | Przeciwnik Wynik | Miejsce | Źródło |
| ----------------- | ------------------------ | ----------------------------- | ---------------------- | ---------------- | ---------------- | ---------------- | ------- | ------ |
| Patrick Chinyemba | waga musza mężczyzn      | Winwood W 4-0                 | Yafai P 2-3            | NQ               | NQ               | NQ               | 9.      | [ 1 ]  |
| Everisto Mulenga  | waga piórkowa mężczyzn   | —                             | Ceiber Ávila P 2-3     | NQ               | NQ               | NQ               | 9.      | [ 2 ]  |
| Stephen Zimba     | waga półśrednia mężczyzn | Marion Faustino Ah Tong W 5-0 | Andriej Zamkowoj P 1-4 | NQ               | NQ               | NQ               | 9.      | [ 3 ]  |

### Judo
| Zawodnik        | Konkurencja | 1/16             | 1/8              | Ćwierćfinał      | Półfinał         | Repasaże         | Finał/ 3. miejsce | Finał/ 3. miejsce |         |        |
| Zawodnik        | Konkurencja | Przeciwnik Wynik | Przeciwnik Wynik | Przeciwnik Wynik | Przeciwnik Wynik | Przeciwnik Wynik | Przeciwnik Wynik  | Przeciwnik Wynik  | Pozycja | Źródło |
| --------------- | ----------- | ---------------- | ---------------- | ---------------- | ---------------- | ---------------- | ----------------- | ----------------- | ------- | ------ |
| Steven Mungandu | - 66 kg     | Gomboc P 00-10   | NQ               | NQ               | NQ               | NQ               | NQ                | 17.               | [ 4 ]   | Źródło |

### Lekkoatletyka
Konkurencje biegowe
| Zawodnik     | Konkurencja | Eliminacje | Eliminacje | Ćwierćfinał | Ćwierćfinał | Półfinał | Półfinał | Finał | Finał   | Źródło |
| Zawodnik     | Konkurencja | Wynik      | Miejsce    | Wynik       | Miejsce     | Wynik    | Miejsce  | Wynik | Miejsce | Źródło |
| ------------ | ----------- | ---------- | ---------- | ----------- | ----------- | -------- | -------- | ----- | ------- | ------ |
| Sydney Siame | 200 m       | 21,01      | 4.         | N/A         | N/A         | NQ       | NQ       | NQ    | NQ      | [ 5 ]  |
| Rhoda Njobvu | 100 m       | Bye        | Bye        | 11,40       | 4.          | NQ       | NQ       | NQ    | NQ      | [ 6 ]  |
| Rhoda Njobvu | 200 m       | 23,33      | 4.         | N/A         | N/A         | NQ       | NQ       | NQ    | NQ      | [ 7 ]  |

### Piłka nożna
Reprezentacja mężczyzn
| - Catherine Musonda - Fikile Khosa - Lushomo Mweemba - Esther Siamfuko - Anita Mulenga - Mary Wilombe - Lubandji Ochumba - Margaret Belemu - Hellen Mubanga - Grace Chanda - Barbra Banda |  | - Avell Chitundu - Martha Tembo - Ireen Lungu - Agness Musase - Hazel Nali - Racheal Kundananji - Vast Phiri - Evarine Katongo - Esther Mukwasa - Hellen Chanda - Ngambo Musole |

| Drużyna | Konkurencja    | Faza grupowa     | Faza grupowa     | Faza grupowa     | Faza grupowa | Ćwierćfinały     | Półfinały        | Finał mecz o 3. miejsce | Pozycja | Źródło |
| Drużyna | Konkurencja    | Przeciwnik Wynik | Przeciwnik Wynik | Przeciwnik Wynik | Pozycja      | Przeciwnik Wynik | Przeciwnik Wynik | Przeciwnik Wynik        | Pozycja | Źródło |
| ------- | -------------- | ---------------- | ---------------- | ---------------- | ------------ | ---------------- | ---------------- | ----------------------- | ------- | ------ |
| Zambia  | turniej kobiet | Holandia 3:10    | Chiny 4:4        | Brazylia 1:0     | 3.           | NQ               | NQ               | NQ                      | 9.      | [ 8 ]  |

| 21 lipca 2021 13:00 CET | Zambia · Banda 19', 82', 83' | 3:10(1:6)Raport | Holandia · 9', 15', 29', 59' Mediema · 14', 38' Martens · 45' van de Sanden · 64' Roord · 75' Beerensteyn · 80' Pelova | Stadion Miyagi, Rifu Widzów: 1822 Sędzia: Laura Fortunato |
|                         |                              |                 | |                                                           |

| 24 lipca 2021 10:00 CET | Chiny · Wang Shuang 7', 22', 23', 83' (k.) | 4:4(3:2)Raport | Zambia · 15' Kundananji · 42' (k.), 47', 69' Banda | Stadion Miyagi, Rifu Widzów: 2212 Sędzia: Melissa Borjas |
|                         |                                            |                |                                                    |                                                          |

| 27 lipca 2021 13:30 CET | Brazylia · Andressa 19' | 1:0(1:0)Raport | Zambia | Stadion Saitama, Saitama Widzów: 0 Sędzia: Yoshimi Yamashita |
|                         |                         |                |        |                                                              |

### Pływanie
| Zawodnik        | Konkurencja            | Eliminacje | Eliminacje | Półfinał | Półfinał | Finał | Finał   | Źródło |
| Zawodnik        | Konkurencja            | Czas       | Miejsce    | Czas     | Miejsce  | Czas  | Miejsce | Źródło |
| --------------- | ---------------------- | ---------- | ---------- | -------- | -------- | ----- | ------- | ------ |
| Shaquille Moosa | 50 m dowolnym mężczyzn | 25,54      | 56.        | NQ       | NQ       | NQ    | NQ      | [ 9 ]  |
| Tilka Paljk     | 50 m dowolnym kobiet   | 27,34      | 52.        | NQ       | NQ       | NQ    | NQ      | [ 10 ] |